# دايسوكي يونياما
دايسوكي يونياما (باليابانية: 米山 大輔) (10 يونيو 1982 في كوانا في اليابان – )؛ هو لاعب كرة قدم ياباني سابق كان يلعب كلاعب وسط.

## وصلات خارجية
- دايسوكي يونياما على موقع رابطة كرة القدم اليابانية للمحترفين (اليابانية)
- دايسوكي يونياما على موقع قاعدة بيانات كرة القدم.إي يو (الإنجليزية)
- دايسوكي يونياما على موقع عالم كرة القدم.نت (الإنجليزية)